# Man Asaad
Man Asaad, né le 20 novembre 1993 à Hama, est un haltérophile syrien.

## Biographie
Man Asaad concourt dans la catégorie des plus de 109 kilogrammes.

## Palmarès

### Jeux olympiques
- Jeux olympiques d'été de 2020 à Tokyo
  -  Médaille de bronze en plus de 109 kg[2].

### Jeux méditerranéens
- 2022 à  Oran
  -  Médaille d'or à l'épaulé-jeté en plus de 102 kg.
  -  Médaille d'argent  à l'arraché en plus de 102 kg.